# 滨海诺雅克
滨海诺雅克（法語：Naujac-sur-Mer，法語發音：[noʒak syʁ mɛʁ]）是法国吉伦特省的一个市镇，位于该省西北部，梅多克半岛腹地，属于莱斯帕尔梅多克区。

## 地理
滨海诺雅克（45°15'16"N, 1°1'30"W）面积98.55 平方千米，位于法国新阿基坦大区吉倫特省，该省份为法国西南部沿海省份，是法國本土面积最大的省，北起滨海夏朗德省，西临大西洋，南至朗德省，东南接洛特-加龍省，东临多爾多涅省。
与滨海诺雅克接壤的市镇（或旧市镇、城区）包括：旺代斯-蒙塔利韦、乌尔坦、梅多克地区加扬、莱斯帕尔梅多克。

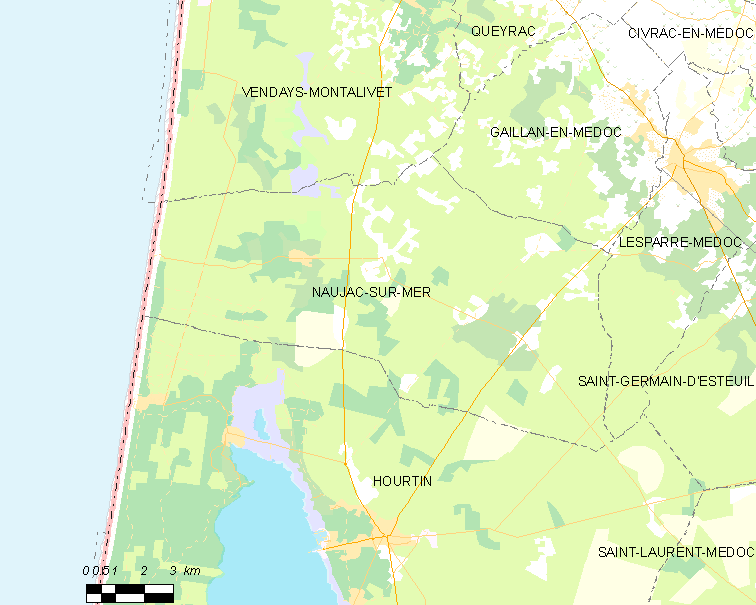
滨海诺雅克的OSM定位图

滨海诺雅克的时区为UTC+01:00、UTC+02:00（夏令时）。

## 行政
滨海诺雅克的邮政编码为33990，INSEE市镇编码为33300。

## 政治
滨海诺雅克所属的省级选区为北梅多克县。

## 人口

1962-2008年间滨海诺雅克人口变化图示

滨海诺雅克于2022年1月1日时的人口数量为1102人。